# تپه تخت شاه ۳
تپه تخت شاه ۳ مربوط به سده‌های ۶ تا ۹ ه.ق است و در شهرستان زابل، بخش میانکنگی، دهستان قرقری، ۱/۶۵ کیلومتری جنوب غرب روستای تخت عدالت واقع شده و این اثر در تاریخ ۲۸ اسفند ۱۳۸۵ با شمارهٔ ثبت ۱۸۹۷۱ به‌عنوان یکی از آثار ملی ایران به ثبت رسیده است.